# Сражение у Козминского леса
Сражение у Козминского леса — произошедшее 26 октября 1497 года у Козминского леса в Буковине (около деревни Валя Кузьмина на территории современной Украины) сражение армий молдавского господаря Стефана III и польского короля Яна I. Молдавский господарь вышел победителем.
В конце XV века наступление турок на север создало условия к оборонительному союзу Молдавии и Польши. По предварительному соглашению монархов польская армия вступила на территорию Молдавию с намерением проследовать на юг и осадить турецкую Килию, однако неожиданно отклонилась от этого маршрута и направилась к столице Стефана III, Сучаве, дабы осадить её. В Польше этот манёвр объяснялся намерением наказать молдавского государя за его хищнические набеги на польские земли, в Молдавии — стремлением польского короля посадить на молдавский престол своего младшего брата.
Осада Сучавы оказалась крайне неудачной. Отчаявшись взять хорошо укреплённый город, Ян I договорился с Стефаном, что его воинам будет позволено беспрепятственно вернуться в Польшу. Вместо разорённой им ранее дороги через Хотин он пошёл назад обходным путём через Снятин. Стефан подкараулил польские войска в Козминском лесу и за три дня рассеял их. Победе способствовало то, что в лесистой местности поляки не могли использовать свою главную силу — тяжёлую кавалерию. Поражение ослабило силы Польши, что, в свою очередь, вскоре повлекло за собой опустошение страны татарами и турками.